# Khiêu vũ thể thao tại Đại hội Thể thao Đông Nam Á 2005
Bộ môn Khiêu vũ thể thao tại Đại hội Thể thao Đông Nam Á 2005 được thi đấu trong ngày 27 tháng 11 năm 2005 tại sảnh chính khách sạn Waterfront, thành phố Cebu, Philippines. Các cặp vận động viên sẽ tranh 2 bộ huy chương ở 2 nội dung: Khiêu vũ La-tinh và Khiêu vũ tiêu chuẩn.
Khiêu vũ thể thao được đưa vào thi đấu tại đại hội lần này do đây là một môn rất phổ biến rại nước đăng cai.
| Tổng sắp huy chương SEA Games 2005 Bộ môn Khiêu vũ thể thao |             |      |     |      |      |
| Hạng                                                        | Đoàn        | Vàng | Bạc | Đồng | Tổng |
| 1                                                           | Philippines | 2    | 2   | 0    | 4    |
| 2                                                           | Thái Lan    | 0    | 0   | 2    | 2    |
|                                                             | Tổng        | 2    | 2   | 2    | 6    |

## Bảng thành tích
| Nội dung            | Vàng                                      | Bạc                                               | Đồng                                           |
| ------------------- | ----------------------------------------- | ------------------------------------------------- | ---------------------------------------------- |
| Khiêu vũ tiêu chuẩn | Philippines Rico Rosima Filomena Salvador | Philippines Emmanuel Reyes Maira Rosete           | Thái Lan Pawatpong Racha-Apai Chanawan Potimu  |
| Khiêu vũ La-tinh    | Philippines Michael Mendoza Belinda Adora | Philippines John Erolle Melencio Dearlie Gerodias | Thái Lan Watchahakorn Suaseepun Warapa Jumbala |